# 波根多夫错觉

黑红直线被灰色矩形遮挡，但蓝线看上去和黑线是一条线

波根多夫错觉（英語：Poggendorff illusion），指一条直线被部分遮盖后，分隔出的两条直线看起来不在一条直线上的现象。由《物理年鑑》杂志编辑约翰·克里斯特安·波根多夫于1860年约翰·卡尔·弗里德里希·策尔纳来信所绘策尔纳错觉图中发现 。